# Конвенція про охорону та використання транскордонних водотоків та міжнародних озер
Конве́нція про охоро́ну та використа́ння транскордо́нних водото́ків та міжнаро́дних озе́р, також відома як Водна конвенція — міжнародною природоохоронною угодою та однією з п'яти екологічних угод ЄЕК ООН. Метою цієї Конвенції є вдосконалення національних спроб і заходів щодо охорони та управління транскордонними поверхневими і підземними водами. На міжнародному рівні Сторони зобов'язані співпрацювати та створювати спільні органи. Конвенція містить положення про: моніторинг, дослідження, розробки, консультації, системи попередження та сигналізації, взаємну допомогу та доступ, а також обмін інформацією.
Він був відкритий для підписання в Гельсінкі 17 березня 1992 року і набув чинності 6 жовтня 1996 року. Станом на листопад 2022 року її ратифікували 47 сторін, серед яких 46 держав та Європейський Союз. Він був підписаний, але не ратифікований Великою Британією.

## Про Конвенцію
Деякі з проблем, пов'язаних з водними ресурсами ЄЕК ООН, стосуються кількості та якості води, великого водного стресу та надмірної експлуатації водних ресурсів, збільшення посух і повеней, забруднення води, що призводить до хвороб, пов'язаних з водою, тощо. Ці проблеми ще важче вирішити через транскордонний характер водних джерел регіону ЄЕК ООН. Понад 150 великих річок і 50 великих озер є спільними або розташованими вздовж кордонів двох або більше країн.
Водна Конвенція підходить до своїх питань цілісно, однаково наголошуючи на важливості екосистем, людських суспільств і економік і наголошуючи на інтегрованому управлінні водними ресурсами замість попередньої зосередженості на конкретних локальних проблемах.
У 2003 році до Водної Конвенції було внесено поправки, що дозволило країнам за межами регіону ЄЕК ООН приєднатися до Конвенції та, таким чином, скористатися її правовою базою та досвідом; поправка набула чинності в 2013 році. Це особливо вигідно для країн, що межують з регіоном ЄЕК ООН.

### Історія міжнародних угод щодо транскордонних вод
Записи ЄЕК ООН щодо транскордонних водних угод, що передували Водній конвенції:
- у 1858 році Австрія та Баварія підписали угоду про регулювання та управління річкою Інн
- У 1863 році Бельгія і Нідерланди підписали договір про регулювання водопостачання з Маасу
- У 1890 році Німеччина і Швейцарія підписали угоду щодо гідроелектростанції в Райнфельдені
- з 1909 року датується першою і все ще існуючою угодою, яка охоплює як питання якості води, так і її кількості, а також заснування спільного органу між Великою Британією та Сполученими Штатами Америки щодо прикордонних вод між Канадою та Сполученими Штатами[5]

## Сторони та підписанти
| Держава-учасниця     |
| -------------------- |
| Албанія              |
| Австрія              |
| Азербайджан          |
| Білорусь             |
| Бельгія              |
| Боснія і Герцеговина |
| Болгарія             |
| Камерун              |
| Чад                  |
| Хорватія             |
| Чехія                |
| Данія                |
| Естонія              |
| Фінляндія            |
| Франція              |
| Німеччина            |
| Гана                 |
| Греція               |
| Гвінея-Бісау         |
| Угорщина             |
| Італія               |
| Казахстан            |
| Латвія               |
| Ліхтенштейн          |
| Литва                |
| Люксембург           |
| Молдова              |
| Чорногорія           |
| Нідерланди           |
| Північна Македонія   |
| Норвегія             |
| Польща               |
| Португалія           |
| Румунія              |
| Росія                |
| Сенегал              |
| Сербія               |
| Словаччина           |
| Словенія             |
| Іспанія              |
| Швеція               |
| Швейцарія            |
| Того                 |
| Туркменістан         |
| Україна              |
| Узбекистан           |

Сторона: Європейський Союз
Лише підписант: Сполучене Королівство Великої Британії та Північної Ірландії

## Реалізація
На своїй другій зустрічі держави-учасниці вирішили допомогти країнам у створенні спільних органів, як того вимагають певні положення Конвенції. Також було вирішено сприяти співпраці між цією та іншими конвенціями ЄЕК ООН, а також вивчити труднощі, що виникають при імплементації Конвенції (адміністративна практика). На п'ятій сесії Наради Сторін було прийнято Керівництво з імплементації Конвенції. Посібник пропонує коментарі до положень та приклади передової практики. Крім того, було зроблено Оцінку, щоб показати поточний стан транскордонних вод. Друга оцінка охоплює понад 140 транскордонних річок, 25 транскордонних озер, близько 200 транскордонних підземних вод і 25 Рамсарських угідь або інших водно-болотних угідь транскордонного значення.

### Список спільних органів Європейського Союзу
- Міжнародна комісія з охорони річки Дунай (ICPDR)[10]
- Міжнародна комісія басейну річки Сава[11]
- Міжнародна комісія з охорони Ельби (IKSE)[12]
- Міжнародна комісія з захисту від забруднень ван де Мааса (МКБМ)
- Міжнародна комісія з охорони Рейну[13]
- Міжнародні комісії з охорони Мозеля і Саару (IKSMS)[14]
- Міжнародна комісія з охорони води Боденського озера (IGKB)[15]
- Міжнародна комісія з охорони Женевського озера[16]
- Міжнародна комісія Шельди (ISC)[17]
- Міжнародна комісія із захисту річки Одра від забруднення
- Міждержавна водна координаційна комісія Центральної Азії[18]
- Комісія Республіки Казахстан і Киргизької Республіки з використання водогосподарських об'єктів міждержавного статусу на річках Чу і Талас

### Список спільних органів у Північній Америці
- Великі озера, річка Святого Лаврентія та інші транскордонні води, якими користуються Канада та Сполучені Штати: Міжнародна спільна комісія (IJC)[20]
- Комісія Великих озер (GLC)[21]

## Конвенційні органи

### Зустріч Сторін
Нарада Сторін є головним керівним органом Водної Конвенції, який розглядає її виконання. Він складається з усіх Сторін Конвенції. Інші Підписанти та держави, а також неурядові та міжурядові організації можуть брати участь як спостерігачі.

### Бюро
Бюро Наради Сторін вживає заходів для подальшого розвитку робочого плану, адаптує його до мінливих обставин і уникає дублювання зусиль із пов'язаною з водою діяльністю інших органів ООН та інших міжнародних організацій. Він також виступає з ініціативами щодо посилення виконання Конвенції.

### Допоміжні органи Наради Сторін
Обидві робочі групи тісно співпрацюють у рамках низки спільних заходів. Вони проводять одне чергове засідання на рік.
1. Робоча група з інтегрованого управління водними ресурсами Основною увагою цієї групи є міжсекторальна діяльність, пов'язана з інтегрованим управлінням транскордонними водними ресурсами. Діяльність спрямована на запобігання шкоди навколишньому середовищу, просування екосистемного підходу в рамках інтегрованого управління водними ресурсами та забезпечення збереження та, можливо, відновлення водних екосистем. Подальші зусилля включають просування концепції платежів за екосистемні послуги, запобігання аварійному забрудненню води та адаптацію до зміни клімату в транскордонному контексті, включаючи управління повенями та посухами.
2. Робоча група з моніторингу та оцінки Основна увага приділяється створенню та реалізації спільних програм моніторингу стану транскордонних вод, включаючи повені та льодохід, а також транскордонні впливи. Крім того, ця робоча група готує періодичні оцінки стану транскордонних вод і міжнародних озер у регіоні ЄЕК ООН. Він заохочує Сторони інформувати одна одну та широку громадськість про будь-яку критичну ситуацію, яка може мати транскордонний вплив, і надавати результати відбору проб води та стоків.

### Юридична рада
Юридична рада була створена в листопаді 2003 року для сприяння правовим питанням, пов'язаним з роботою в рамках Конвенції. Юридична рада разом із Робочою групою з інтегрованих водних ресурсів розробила Керівництво з імплементації Конвенції.

### Цільова група з питань води та клімату
Цільова група відповідає за діяльність, пов'язану з адаптацією до зміни клімату, включаючи управління повенями та посухами. У 2007—2009 роках вони підготували Керівництво щодо води та адаптації до зміни клімату, яке містить рекомендації для урядів. Цільова група впроваджує Керівництво через різні пілотні проекти та платформу для обміну досвідом.

### Спільна спеціальна експертна група з питань водних і промислових аварій
Ця група займається запобіганням аварійному забрудненню транскордонних вод.

### Міжнародний центр оцінки води
Центр було створено на другій зустрічі Сторін (Париж, березень 2000 р.). Він виконує функції оперативного органу Конвенції та її положень.

### Комітет з впровадження
Метою Комітету з імплементації є сприяння, сприяння та захист імплементації, застосування та дотримання Водної конвенції. Комітет, створений у листопаді 2012 року, має бути простим, неконфліктним, неконфліктним, прозорим, сприятливим і готовим до співпраці, спираючись на дух співпраці Конвенції.

## Протоколи до Конвенції
До цієї Конвенції є два протоколи:

### Протокол про воду та здоров'я
Цей протокол було укладено в 1999 році. Він спрямований на вирішення проблем захворювань, пов'язаних з водою, у регіоні ЄЕК ООН, де кожна сьома людина не має доступу до безпечної питної води та відповідних санітарних умов. Як наслідок, це призводить до таких захворювань, як холера, бактеріальна дизентерія, кишкова паличка, вірусний гепатит А та черевний тиф. Реалізація цього Протоколу вимагає встановлення чітких цілей: процес встановлення цілей складається з аналізу національної ситуації, упорядкування та узгодження відповідальності та зобов'язань у сфері води та охорони здоров'я. Держава-учасниця має розробити реалістичний план покращення. Цей процес допомагає зосередити увагу на необхідних послугах і діях. Деякі з сфер роботи Протоколу: маломасштабне водопостачання, водопостачання та санітарія в екстремальних погодних умовах, спостереження за хворобами, пов'язаними з водою, справедливий доступ до води та санітарії тощо.
Протокол про воду та здоров'я набув чинності в 2005 році. Станом на 2013 рік її ратифікували 26 європейських держав.

### Протокол про цивільно-правову відповідальність
Протокол про цивільну відповідальність за шкоду та компенсацію збитків, спричинених транскордонним впливом промислових аварій на транскордонні води, був офіційно прийнятий на Конференції міністрів «Довкілля для Європи» в Києві, Україна, 21 травня 2003 року. Вона була ініційована першою спільною спеціальною сесією Сторін Конвенції по трансграничним водам разом зі Сторонами Конвенції про транскордонний вплив промислових аварій. Його метою є надання особам, які постраждали від транскордонного впливу промислових аварій на міжнародні водотоки (наприклад, рибалкам або операторам гідротехнічних споруд, розташованих нижче за течією), юридичного права на отримання адекватної та швидкої компенсації.
Фінансові межі відповідальності, а також мінімальна сума фінансового забезпечення були погоджені всіма учасниками переговорів, включаючи страховий сектор, і тому є реалістичними та відповідними. Станом на 2013 рік Протокол був ратифікований лише Угорщиною і не є чинним.